# イスパニダードの旗

イスパニダードの旗

イスパニダードの旗(西: Bandera de la Hispanidad もしくはBandera de la Raza Hispánica)とは、スペイン系の人々を表すための旗である。
旗は三つの紫色の十字（クリストファー・コロンブスの三隻の船、ニーニャ号、ピンタ号、サンタ・マリア号を象徴する）と金色のインティ（新大陸の勃興を象徴している）が白地（平和を象徴している）の上にある。紫色の十字架は古のレオン王国（後のカスティーリャ連合王国)、スペイン語の生まれた地）で用いられていたライオンの紫色に由来している。
旗はウルグアイ軍のアンヘル・カンブロール大尉によってデザインされた。彼はフアナ・デ・イバルボウロウが1932年10月12日にモンテビデオで組織したコンテストで優勝し、1933年のウルグアイで開催された第七回汎米会議において全諸国によって公式に採用された。